# ジュラシック・ワールド/炎の王国
『ジュラシック・ワールド／炎の王国』（Jurassic World: Fallen Kingdom）は、2018年公開のアメリカ映画。『ジュラシック・ワールド』の続編で、映画「ジュラシック・パーク」シリーズの第5作目である。

## ストーリー
ジュラシック・ワールド事件から3年後の2018年。パーク崩壊後も、イスラ・ヌブラル島では恐竜達が自由に島中を徘徊して生きていたが、島北部のシボ山で火山噴火が起き、島の恐竜達は絶滅の危機にさらされる。
ある嵐の夜、イスラ・ヌブラル島にある傭兵の一団が、前作でラグーンの底に沈んだインドミナス・レックスの遺体を回収すべく、小型潜水艇でラグーン内を探査していた。傭兵たちは、任務中にティラノサウルスとモササウルスに襲われるも、何とか目的のインドミナスの骨を回収し、依頼主の「上司」の元へ持ち帰った。
恐竜保護を目的とした団体「Dinosaur Protection Group(DPG)」を設立した「ジュラシック・ワールド」の元運用管理者クレア・ディアリングは、イスラ・ヌブラル島の恐竜を救出するため、故ジョン・ハモンドの元ビジネスパートナーであったベンジャミン・ロックウッドを訪ね、彼の支援・サポートを取り付ける。
また、ベンジャミンに仕えるロックウッド財団の経営者イーライ・ミルズの依頼でヴェロキラプトルのブルーを捜索するため、元恐竜監視員のオーウェン・グレイディを雇い、彼ら探検隊がイスラ・ヌブラル島に向かった。
到着したイスラ・ヌブラル島は、小規模な噴火を繰り返し、溶岩と噴石の雨が降り注ぐ不安定な島になっていた。島に到着したオーウェンは傭兵のウィートリーらに出迎えられ、ヴェロキラプトルのブルーを探すように言われ、ジアと共に島の奥へ向かう。クレアとフランクリンは、制御室でシステムの操作を行う。その頃、別の港跡地に、恐竜を島から脱出させる為に派遣されたミルズの傭兵の部隊が到着する。
ブルーはオーウェンらによって発見されたが、直後にウィートリーが裏切る。異変を察知したブルーは傭兵のひとりに飛びかかり、拳銃で撃たれてしまう。ウィートリーらの真の目的は、恐竜の救出ではなく、恐竜を島から連れ出して兵器として高値で売りさばくことだった。オーウェンは傭兵らと戦おうとするが、麻酔弾で撃たれてしまい、その場に昏倒する。そこにジアが追い付き、銃を拾って抵抗するも拘束されてしまい、麻酔で眠らされたブルーの延命を任され、共に移送車で連れ去られてしまう。それから程なくして火山で爆発的な大噴火が起こる。眼を覚ましたオーウェンは麻酔の影響で思うように動かない身体を必死で動かし、迫ってくる溶岩から全力で逃げる。
その頃、クレアとフランクリンは、制御室のシャッターが突如閉まり閉じ込められてしまっていた。ようやく開いたハッチはパーク側に通じており、そこから入ってきたバリオニクスが姿を現し、二人に襲いかかる。さらに大噴火による溶岩が制御室内にまで流れ込んで来る。クレアらは梯の存在に気付き、間一髪のところで屋上ハッチから外に脱出する。
脱出直後、オーウェンが溶岩に追われる恐竜たちと共に走ってきて、クレアとフランクリンに合流し共に逃げる。丸太の裏に隠れると、そこで打ち捨てられていたジャイロスフィアを発見。クレアとフランクリンがジャイロスフィアに入ったところで恐竜に襲われスフィアのドアが閉じてしまい、二人は斜面を転がり、オーウェンは走って、迫りくる溶岩と火砕流から再び逃げる。ジャイロスフィアは海に落下し、クレア達は溺死の危機に晒されるが、間一髪のところでオーウェンに助け出された。
島から連れ出された恐竜は船に積まれ、運び出された。ギリギリで船に乗り込んだオーウェンらはブルーを助けるため、T-レックスの血を採取して彼女に輸血し、銃弾を摘出する。やがて船から運び出された恐竜は、陸路でアメリカ本土の北カリフォルニア州にあるベンジャミンの屋敷「ロックウッド・エステート」の地下の施設に運ばれた。
捕らえられて監禁されたオーウェンとクレアは檻から脱出し、ベンジャミンの孫娘として育てられていたメイジーが身を隠しているのを見付ける。三人はミルズが恐竜を兵器やコレクションとして、オークションで世界中のバイヤーに売りさばこうとしている光景を目にする。また、インドラプトルと呼ばれる新しい遺伝子組み換えの恐竜が作られている事を知り、ミルズやバイヤーたちが恐竜を軍事利用しようとする企みを阻止しようと決める。

## 登場人物

### 主要人物
オーウェン・グレイディ
演 - クリス・プラット
「ジュラシック・ワールド」の元恐竜監視員。元海軍軍人。
前作の事件を経てクレアと一度はよりを戻したようだったが、3年の間に再び距離を置く。現在は小さな平原地域で生活し、一人小屋を造っている。
イスラ・ヌブラル島の火山噴火の脅威からブルーをはじめとする恐竜達を救助する為、クレアに雇われ、イスラ・ヌブラル島に向かう。
クレア・ディアリング
演 - ブライス・ダラス・ハワード
「ジュラシック・ワールド」元管理責任者。
元は恐竜を展示物としか見ない商売主義者な性格だったが前作の事件以降改心するようになり、恐竜保護グループ「Dinosaur Protection Group（略称：DPG）」を設立し、政府や民間団体への資金募集等の仕事も頻繁に行うようになった。イスラ・ヌブラル島の火山噴火の脅威から恐竜を救出する為、政府に支援を要望していたが、イアン・マルコムに説き伏せられた連邦政府の公聴会の決定により、アメリカ政府は恐竜救援への資金提供を一切拒否した。
その後、故ジョン・ハモンドの元ビジネスパートナーであったロックウッド財団のベンジャミンと会い、恐竜救出作戦へのサポート支援を取り付けた。作戦を成功させるため、元恐竜監視員のオーウェンも説得した。しかし、イスラ・ヌブラル島に到着後、財団の運営者ミルズの裏切りに遭う。彼の真の目的を知ると、オーウェンと共にミルズの陰謀に立ち向かう。
本作ではフランクリンに大声で指示する、ブルーを助けるためならば眠っているティラノサウルスの檻に侵入し、輸血に必要な血を貰う為に背中に乗ることも辞さないなど気丈な女性に描かれている。

### 恐竜保護グループ「DPG」
フランクリン・ウェブ
演 - ジャスティス・スミス
「DPG」に所属する若い黒人男性。DPGではコンピュータ技術を担当している。臆病な性格で、恐竜（特にティラノサウルス）を非常に恐れている。
ロサンゼルス育ちで、幼少の頃から将来コンピュータの仕事に就く事を夢見ていた。マサチューセッツ工科大学の優秀な卒業生で、コンピュータに関して極めて高度な技術を持っている。以前は「ジュラシック・ワールド」のIT技術者であった。当初はカリフォルニア州アーバインにあるオフサイト技術複合施設に勤務していたが、後にイスラ・ヌブラル島のパークに行った。前作の事件の後、恐竜にも鮫や蜘蛛の様に存在する権利があると考え、DPGに加入。DPGのソーシャルメディアとオンラインマーケティングのキャンペーンを運営するシステムアナリストとなった。コンピュータだけの男と言われたくないようで、必要に応じてジュラシック・ワールドのシステムを操作する為に、オーウェン達と共にイスラ・ヌブラル島の恐竜を救う為の探検隊に参加した。
演じたスミスによると、フランクリンは若く壊れやすく、不安に悩まされているコンピュータの天才だと言う。
ジア・ロドリゲス
演 - ダニエラ・ピネダ
「DPG」に所属するラテン系の若い女性。DPGでは医療を担当している。右肩から右腕にかけてタトゥーを入れている。
シアトルで猫の「キジー」と一緒に育ち、幼少の時から動物に関わる仕事に就くことを望んでいた。カリフォルニア大学バークレー校で獣医学を専攻し、事件以前の「ジュラシック・ワールド」で獣医としてインターンシップを受ける事を夢見ていた。その後、DPGに加わり、恐竜の生物学の専門家となる。オーウェン達と共に、イスラ・ヌブラル島の恐竜を火山噴火から救う為の探検隊に参加した。しかし、裏切ったウィートリーに、傭兵に撃たれたブルーの治療役として捕まってしまう。その後、ブルーの弾丸摘出と輸血の手術を行った。
グループが火山噴火から恐竜を救う任務を達成したら、その後は更に動物について勉強して、人々に恐竜に関する生物学を教えたいと情熱を持っている。

### ロックウッド財団

#### 取締役
ベンジャミン・ロックウッド
演 - ジェームズ・クロムウェル
ロックウッド財団の設立者で、フィランソロピスト。旧ジュラシック・パークを建造したジョン・ハモンドの旧友。カリフォルニア州にある「ロックウッド・エステート」という広大な邸宅に実験室を建設し、ジョン・ハモンドがインジェン社を設立した時に資金などで協力し、仕事のパートナーになった。ハモンドとの最初の恐竜のDNA抽出は、1984年にロックウッド邸の地下実験室で行われた。ハモンドと恐竜再生の研究をしていた時に娘を失い、深い悲しみに襲われ、インジェン社の恐竜のクローニング技術を使って娘を再生しようと考えた。しかし、ハモンドはクローニング技術の目的をあくまでジュラシック・パークの建造としていたため、人間をクローンで再生しようとしたベンジャミンを危険視してプロジェクトから追い出した。
その後、クローンでの娘の再生を成功させたが、「ジュラシック・ワールド」の崩壊後に、自分の行った行為の間違いを痛感。イスラ・ヌブラル島の恐竜が火山噴火の危険に晒されると、クレアの恐竜保護グループ「DPG」の火山噴火から恐竜を救おうという主張に賛同し、恐竜救出作戦を計画した。
高齢で健康状態があまり良くなく、車椅子に乗っており、ハモンドと同じ蚊入り琥珀付きの杖を持っている。
中盤、メイジーからミルズの裏切りと悪事を知らされ、当初は半信半疑だったものの真実を突き止め、彼に自首するよう説得するも、ミルズの手によって命を絶たれてしまった。
イーライ・ミルズ
演 - レイフ・スポール
ベンジャミンに仕えている、ロックウッド財団の実質的運営者。大学卒業後にベンジャミンから「若くて理想主義的な人を探していた」と言われて雇われ、財団の運営を任された。恐竜保護グループ「DPG」のクレアと接触し、彼女にイスラ・ヌブラル島の火山噴火から11種の恐竜を救う事が出来ると説明。特にヴェロキラプトルのブルーに特別な関心を示し、何としてもブルーを救出する必要があると主張した。クレアにはブルーの捕獲は無謀だと言われるが、かつてブルーを飼育していたオーウェンを雇うように進言し、恐竜救出の為の車両輸送・医療・兵器・傭兵などを手配してサポートした。
しかし実際は理想主義的どころか、ウーに「開発費がかかり過ぎる」と苦言を呈する、試作品のインドラプトルでも高値が付きそうならば売りさばこうとする等、儲けのみを追求する俗な男。クレアに恐竜の保護を持ち掛けたのも、実際は保護ではなく島から運び出した恐竜を兵器やペットとして高値で売りさばくことだった。ブルーの救助に拘ったのも、ブルーのDNAを採取して新たなハイブリッド種を造りだす為であった。またそれらの費用はベンジャミンを騙し裏で財団の資金を秘密裏に使っていた。クレアやオーウェンらを騙してブルーの元へと案内させ、ブルーを含め捕らえた恐竜達を島から運び出し、ロックウッド邸地下でオークションを開いて世界中の兵器のバイヤー達に恐竜を売ろうとした。中盤、メイジーやベンジャミンにもその悪事が発覚し自首を勧められるも、老齢だったベンジャミンを殺害、メイジーも軟禁し貴重なクローン人間として利用しようとし、更に島から脱出して来たクレアやオーウェンまでも殺そうと目論んだ。
だが、オーウェンによって解放されたスティギモロクにオークション会場は荒らされ、更にインドラプトルなどが脱走する事態となり野望は潰えた。終盤に、インドミナスの骨を持って逃げようとしたが、解放されたティラノサウルスに身体を喰いちぎられ死亡するという最期を遂げた。

#### ロックウッド・エステートの住人
メイジー・ロックウッド
演 - イザベラ・サーモン
ベンジャミン・ロックウッドの孫娘。2009年生まれの9歳。祖父ベンジャミンの「ロックウッド・エステート」の邸宅で暮らす。孤独な生活を強いられ、表向きは孫娘とされているが、その正体は、ベンジャミンが死亡した娘をクローン技術を使って再生したクローン人間。誕生後は自分の生い立ちや母親を知らされず、ベンジャミンの孫娘として家政婦アイリスに育てられた。好奇心旺盛で、恐竜が好き。また、運動神経が良いのか、部屋に閉じ込められても外壁などを伝って別部屋に移動し脱出した。
ミルズが見知らぬ男(エヴァーソル)と恐竜の密売について話していたのを聞いてしまい、また、地下の実験室に行ってインドラプトルの事を知ってしまう。一度ミルズに軟禁されるが脱出。地下で合流できたオーウェンとクレアと共に行動する。恐竜オークションの現場を覗き見した時、ミルズらがインドラプトルを造った事を話した。最後は漏れだしたシアンガスで死を待つ恐竜達を自分と同じクローンでありながら生きている生命として、ゲートを開けるスイッチを押して人間の世界に解放した。
アイリス・キャロル
演 - ジェラルディン・チャップリン
「ロックウッド・エステート」の家政婦。ベンジャミンが信頼を寄せる家政婦で、孫娘のメイジーを母親代わり(ナニー)として愛情をもって育てていた。ベンジャミンの死後、メイジーを引き取ると宣言するミルズに彼女の世話を続けたいと訴えるが、彼から拒否されてやむなく退室した。
最終的な生死は不明。

#### 地下実験室の関係者
ヘンリー・ウー
演 - B・D・ウォン
元「ジュラシック・ワールド」の研究チームのリーダーを務めた遺伝学者で、前作にてハイブリッド種「インドミナス・レックス」を創りだした張本人。シリーズを通してのマッドサイエンティスト。前作の事件の後、遺伝学者としての免許を剥奪され責任を問われて追われていたが、行方を眩ませる。その後、ロックウッド財団の運営者ミルズとの取引で、「ロックウッド・エステート」の地下実験室で「インドラプトル」と呼ばれる新しい遺伝子組み換え恐竜の創造に着手していた。
終盤、ブルーから採血するためジアに麻酔を打つよう命令するもT-レックスの血を輸血した「汚染血液」と告げられ、直後にフランクリンに麻酔を打たれて昏倒。部下により別室に引きずられて行った。なお、ウー自身に金銭的な私欲は無く、研究に対する純粋な思いからミルズに試作品のインドラプトルを売る危険性の苦言をしていた。
グンナー・エヴァーソル
演 - トビー・ジョーンズ
ミルズと手を組んでいる兵器密売人。「ロックウッド・エステート」でイスラ・ヌブラル島から連れ出された恐竜のオークションの司会を務め、次々と高値で恐竜を売りさばく。さらに、バイヤー達に「インドラプトル」の試作品を見せ、新しい遺伝子組み換え恐竜の計画をプレゼンテーションした。
しかし、直後オーウェンが会場にスティギモロクを解き放ったことでオークションは中断となり、会場に隠れていたがインドラプトルがウィートリーを襲い、檻から脱走する場面に遭遇。逃げ遅れた他の客と共にエレベーターで逃れようとするが、扉が閉じて安心した直後、インドラプトルにエレベーターが壊され、扉を開放されてしまう。明確な描写は無いが、この後インドラプトルによって他の客共々殺害されたと思われる。
演じたジョーンズは、彼を生物を利益の為に兵器として売りつける悪徳武器商人だと答えている。

#### 傭兵部隊
ケン・ウィートリー
演 - テッド・レヴィン
ロックウッド財団のミルズに雇われた傭兵。小型飛行機でイスラ・ヌブラル島に到着したオーウェンとクレアら恐竜保護グループ「DPG」を出迎え、共に行動した。しかし、オーウェンがブルーを発見し、手懐けようとした瞬間にオーウェンらを裏切り、ブルーに麻酔弾を撃ち込んで連れ去った。また、その際に追ってこられないよう、激昂したオーウェンまで麻酔弾で撃った。
サディスティックな性格であり、捕まえた獲物の歯を収集する趣味がある。インドラプトルに鎮静剤を撃ち込んで歯を抜こうと不用意に近づいた結果、鎮静剤で眠ったふりをしたインドラプトルの芝居に騙されてしまい、右腕を喰いちぎられる。そして死への恐怖から命乞いをするも、惨殺されてしまう。また彼のこの行為が原因でインドラプトルが檻から脱走してしまう事態を招いた。
インジェン警備課リーダー
演 - マイケル・パパジョン
前作にも登場したインジェン社の傭兵。ロックウッド財団からの手配で、イスラ・ヌブラル島の恐竜捕獲作戦に参加した後、「ロックウッド・エステート」の屋敷で警備に当たっていたが、オーウェンとクレアとメイジーの目の前でインドラプトルに襲われ死亡する。
ジャック
演 - ロバート・エムズ
ロックウッド財団から派遣された傭兵グループの1人。ラグーンの底に沈んだインドミナス・レックスの遺体を探すために派遣された。通信用のイヤホンをしていた為近くのジャングルからディロフォサウルスが現れた事に気付くのが遅れ、鳴き声に驚いた直後に今度は現れたティラノサウルスに襲われた。ティラノサウルスに追いかけまわされ、インドミナスの骨を回収したヘリが降ろした縄梯子に何とか乗り移り、助かったと思った直後、ヘリがラグーンの上空に移動しようとした際に、水面から跳び上ってきたモササウルスに捕食され死亡した。
リーダー傭兵
演 - チャーリー・ローズ
ロックウッド財団から派遣された傭兵グループのリーダーで、ヘリコプターのパイロット。潜水艇からインドミナスの骨を回収した後、仲間のジャックのところに戻ろうとした際にティラノサウルスに襲われた。縄梯子に乗ったジャックを乗せたまま、ティラノサウルスの攻撃を振り切ろうとするが、危険と判断し一度は梯子を切るよう命じた。ティラノサウルスが咥えた梯子が切れたため事なきを得たと思ったが、ラグーン上空で彼がモササウルスの餌食になる事態を招いた。
潜水艇のパイロット
演 - ケヴィン・レイン
ラグーンの底に沈んだインドミナスの遺体を探す潜水艇「ディープダイブ・サブマリン」のパイロット。インドミナスの遺体を発見し、その骨を回収したところでモササウルスに襲われ死亡する。
副操縦士
演 - ジョン・シュワブ
ラグーンの底に沈んだインドミナスの遺体を探す潜水艇「ディープダイブ・サブマリン」の乗組員。インドミナスの遺体を発見し、その骨を回収したところでモササウルスに襲われ死亡する。

### 連邦議事堂
イアン・マルコム
演 - ジェフ・ゴールドブラム
カオス理論を主とする数学者で、26年前の「イスラ・ヌブラル島事件」と22年前の「イスラ・ソルナ島事件」及び「サンディエゴ事件」の当事者。連邦議事堂の議会にて、火山噴火の危機にさらされたイスラ・ヌブラル島の恐竜の運命は自然に委ねるべきだと話した。その意見に対して彼を人でなしと言う者もいれば、人間の作った恐竜達に神が審判を下そうしているのかと問う者もいたが、マルコムはこの件に神は無関係と返答。ラストで島から運び出された恐竜達が人間の世界に解放された事を知り、「人間は恐竜と共存していかなければならない。真のジュラシック・ワールドにようこそ」と皮肉った。なおこのセリフは、シリーズ1作目でグラント博士とサトラー博士がよみがえった恐竜を見て驚いた際、招いたジョン・ハモンドが「ジュラシック・パークにようこそ」と語った台詞をオマージュしたものでもある。
シャーウッド上院議員
演 - ピーター・ジェイソン
連邦議事堂の議会にてマルコム博士の話を聞き、政府は恐竜の保護に如何なる援助も行わないことを宣言する。二つの事件当事者であるマルコム博士の話には説得力を感じており、島の恐竜達には同情するもマルコムの意見には肯定的であり、人間の都合で作られた恐竜達が島の火山で滅ぶのは、創造主である神が人間の犯した過ちを正そうするための「おぼしめし」だと考えている。

## キャスト
| 役名                 | 俳優                         | 日本語吹き替え                                                                                  | 日本語吹き替え                                                                                  | 日本語吹き替え                      |
| 役名                 | 俳優                         | 劇場公開版                                                                                      | フジテレビ版                                                                                    | ザ・シネマ版                        |
| -------------------- | ---------------------------- | ----------------------------------------------------------------------------------------------- | ----------------------------------------------------------------------------------------------- | ----------------------------------- |
| オーウェン           | クリス・プラット             | 玉木宏                                                                                          | 玉木宏                                                                                          | 山寺宏一                            |
| クレア               | ブライス・ダラス・ハワード   | 木村佳乃                                                                                        | 園崎未恵                                                                                        | 園崎未恵                            |
| ミルズ               | レイフ・スポール             | 内田夕夜                                                                                        | 内田夕夜                                                                                        | 川田紳司                            |
| フランクリン         | ジャスティス・スミス         | 満島真之介                                                                                      | 満島真之介                                                                                      | 小野賢章                            |
| ジア                 | ダニエラ・ピネダ             | 石川由依                                                                                        | 石川由依                                                                                        | 嶋村侑                              |
| ロックウッド         | ジェームズ・クロムウェル     | 中田譲治                                                                                        | 中田譲治                                                                                        | 側見民雄                            |
| エヴァーソル         | トビー・ジョーンズ           | 高木渉                                                                                          | 高木渉                                                                                          | 魚建                                |
| ウィートリー         | テッド・レヴィン             | 黒田崇矢                                                                                        | 黒田崇矢                                                                                        | ふくまつ進紗                        |
| マルコム博士         | ジェフ・ゴールドブラム       | 大塚芳忠                                                                                        | 大塚芳忠                                                                                        | 大塚芳忠                            |
| ヘンリー・ウー       | B・D・ウォン                 | 近藤浩徳                                                                                        | 近藤浩徳                                                                                        | 加瀬康之                            |
| アイリス             | ジェラルディン・チャップリン | 池田昌子                                                                                        | 池田昌子                                                                                        | 沢田敏子                            |
| メイジー             | イザベラ・サーモン           | 住田萌乃                                                                                        | 住田萌乃                                                                                        | 石見舞菜香                          |
| ジャック             | ロバート・エムズ             | 海老名翔太                                                                                      | 海老名翔太                                                                                      | 阿部詩央                            |
| シャーウッド上院議員 | ピーター・ジェイソン         | 森功至                                                                                          | 森功至                                                                                          | 和田録朗                            |
| 潜水艇のパイロット   | ケヴィン・レイン             | 綿貫竜之介                                                                                      | 綿貫竜之介                                                                                      | 小野寺悠貴                          |
| 潜水艇の操縦士       | ジョン・シュワブ             |                                                                                                 |                                                                                                 |                                     |
| 傭兵隊長             | チャーリー・ローズ           | 栗田圭                                                                                          | 栗田圭                                                                                          | 三宅貴洋                            |
| アントン             | アレックス・ダワー           | 赤坂柾之                                                                                        | 赤坂柾之                                                                                        |                                     |
| 女アナウンサー       | フィリッパ・トーマス         | ふしだりほ                                                                                      | ふしだりほ                                                                                      | 三浦冴子                            |
| イギリスの傭兵       | ローナン・サマーズ           |                                                                                                 |                                                                                                 |                                     |
| 委員会議長           | コリー・ピーターソン         | 菊池康弘                                                                                        | 菊池康弘                                                                                        |                                     |
| ひげの傭兵           | ポール・ソケット             |                                                                                                 |                                                                                                 |                                     |
| その他               | N/A                          | 岡井カツノリ 中村達也 上住谷崇 中務貴幸 長野伸二 吉田丈一郎 苗村有香 押川チカ 木村陽子 島田愛野 | 岡井カツノリ 中村達也 上住谷崇 中務貴幸 長野伸二 吉田丈一郎 苗村有香 押川チカ 木村陽子 島田愛野 | 降旗雄司 葉瀬ふみの 平林剛 立石航己 |

- 劇場公開版：各映像ソフトに収録・配信にも使用。
- フジテレビ版：初回放送2025年5月10日『土曜プレミアム』[7]
  - 劇場公開版からクレア役の木村のみ園崎による新録音声に差し替えたもの[15]。木村が裏番組に出演するための処置とされる[16]。
- ザ・シネマ版：初回放送2025年7月21日[11][13]

## スタッフ
- 製作：フランク・マーシャル、パトリック・クローリー、ベレン・アティエンサ
- 製作総指揮：スティーヴン・スピルバーグ、コリン・トレヴォロウ
- 原作：マイケル・クライトン
- 監督：J・A・バヨナ
- 脚本：デレク・コノリー（英語版）、コリン・トヴォロウ
- VFX：ILM
- アニマトロニクス：ニール・スキャンラン
- 撮影：オスカル・ファウラ（英語版）
- 編集：ベルナ・ビラプラーナ
- 音楽：マイケル・ジアッキーノ

### 日本語版
- 字幕翻訳：戸田奈津子

| 吹き替え       | 劇場公開版                          | フジテレビ版                        | ザ・シネマ版 |
| -------------- | ----------------------------------- | ----------------------------------- | ------------ |
| 演出           | 簑浦良平                            | 簑浦良平                            | 日向泰祐     |
| 翻訳           | 平田勝茂                            | 平田勝茂                            | 平田勝茂     |
| 音楽演出       | 市之瀬洋一                          | 市之瀬洋一                          |              |
| 調整           | 兼子芳博                            | 兼子芳博                            |              |
| 録音           | スタジオ・ユニ サウンドインスタジオ | スタジオ・ユニ サウンドインスタジオ |              |
| ダビング       | PANDASTUDIO.TV                      | PANDASTUDIO.TV                      |              |
| 制作担当       | 海老原千叶 後藤啓介 高橋正浩        | 海老原千叶 後藤啓介 高橋正浩        |              |
| プロデューサー | 三樹祐太                            | 三樹祐太                            | 井伊直子     |
| 制作           | ニュージャパンフィルム              | ニュージャパンフィルム              | 東北新社     |
| 制作           | 東宝東和                            | フジテレビ                          | ザ・シネマ   |

## 登場する恐竜・古生物

### 肉食恐竜
- ティラノサウルス Tyrannosaurus rex

パーク最大の肉食恐竜。巨大な頭、強力な顎、凶暴な性格と、小さな手が特徴。本作で最初に登場した恐竜。
1作目と4作目に登場した雌と同一個体。「ジュラシック・ワールド」崩壊後もイスラ・ヌブラル島で生き残っていた。名前はファンから「レクシィ」の愛称で呼ばれている。1作目製作時のフィル・ティペットによる絵コンテでは「ロベルタ」との記載が見られるが、現時点でこの設定が継承されているかは不明である。
人間の存在を嫌っており、ラグーンに沈んだインドミナスの遺体を探すためにイスラ・ヌブラル島にロックウッド財団が派遣した傭兵グループを襲った。このとき傭兵グループに死者は出なかったが、結果としてラグーンの開閉システムを阻害してしまいモササウルス脱走をもたらした。
その後、オーウェンらを襲うカルノタウルスを倒して火山から逃げる最中にロックウッド財団の傭兵隊に捕獲され、檻に入れられて島から本土にある「ロックウッド・エステート」に運び出された。終盤で他の恐竜ともども解放され、ミルズをその強力な顎で殺害、その肉をカルノタウルスにくれてやる。サファリパークのオスのライオンと対峙して、互いに咆哮を挙げる姿も描かれている。ヤギが好物で、人肉は不味いのか好きではない。
- ヴェロキラプトル Velociraptor
ブルー

機敏な小型肉食恐竜。本作では「人間に次ぐ賢さを持つ」と言われて、ストーリー構成の中心でもある。
前作の4作目に登場したヴェロキラプトル部隊最後の生き残りで長女にして元リーダー。幼少期のブルー、デルタ、エコー、チャーリーら四姉妹のビデオ映像も劇中で登場した。
救出にやってきたオーウェンと再会を果たすが、武装した傭兵達に麻酔銃で撃たれた上に凶弾に倒れた。輸送中は昏睡状態となっていたが、ティラノサウルスの血を輸血しジアが銃弾を除去したことで一命を取り留めた。
本土に到着後は「ロックウッド・エステート」に運び出された。その目的は他の恐竜たちのような競売目的ではなく、新たなハイブリッド恐竜インドラプトルを今後生物兵器として売り込むために、ラプトルの中でも特に社交性の高いブルーのDNAを組み込むためであった。ウーは今後生み出すインドラプトル達の母親代わりとしてブルーを利用するつもりだったが、ジアから輸送中にティラノサウルスから輸血した事を知らされ、計画は失敗となる。その後ジアとフランクリンによって解放され、オーウェン達と協力してインドラプトルと戦い勝利する。オーウェンに「安全な場所へ連れて行く」と告げられるが、彼が檻に目配せをすると、提案を断るかのようにその場を離れ、振り向きつつ去って行った。
- カルノタウルス Carnotaurus

本作初登場となる中型肉食恐竜。劇中には成体2頭が登場した。
1頭はイスラ・ヌブラル島の噴火の際にオーウェンらの前に姿を現し、出くわしたシノケラトプスと戦闘。シノケラトプスを逃がした後はオーウェンを狙うも、乱入してきたティラノサウルスにノックアウトされ、首を踏み潰されてトドメをさされた。
もう1頭は本土に輸送され、終盤に他の恐竜と共に解放される。その後、ミルズを捕食したティラノサウルスに近づいて千切れ飛んだ足に食らいつくが、頭突きされ慌てて逃げる様子が描かれた。
カルノタウルスは2作目の小説版にてカメレオンのような擬態能力を持つ恐竜として登場したが、本作では通常の肉食恐竜として描かれている。4作目でもインドミナスの遺伝子のベースの一つとして名が挙げられていたが、劇中に登場するのは本作が初となる。
- バリオニクス Baryonyx

3作目に登場したスピノサウルスの近縁恐竜。見た目はワニに近いものとなっている。
他の肉食恐竜と同様人間を襲う恐竜として登場した。放水路から地下の制御室に侵入し、閉じ込められていたクレアとフランクリンを襲撃した。同一個体かは不明だが、傭兵達に捕獲され、本土の「ロックウッド・エステート」に運ばれ、オークションで落札された。本作のラスト、飛行機でロシアに移送されるシーンがある。
バリオニクスは4作目でもジュラシック・ワールド内で飼育されている設定だったが、劇中に登場するのは本作が初となる。
- アロサウルス Allosaurus

本作初登場となる中型の肉食恐竜。劇中に亜成体3頭が登場する。
ジャイロスフィアで逃走するクレア達の前に現れた一頭は火山噴火から逃れる途中に火山弾に弾き飛ばされる。その後2頭が捕獲され、一頭は本土の「ロックウッド・エステート」でのオークションで落札。もう一頭は終盤に他の恐竜と共に解放された。
アロサウルスはアメコミのオリジナルストーリーに登場し、実写映画シリーズに登場するのは本作が初となる。
- ディロフォサウルス Dilophosaurus

エリマキトカゲのように襟飾りを持つ小型恐竜。
ロックウッド財団の傭兵グループがラグーンでインドミナスの骨を捜索している時、付近のジャングルに潜伏していた。鳴き声を挙げた直後にティラノサウルスが現れたため逃げ去った。
- インドラプトル Indoraptor

本作に登場する新しい遺伝子組み換えの2代目ハイブリッド恐竜。正式名称はインドミナス・ラプトル。全長7.3メートル、体重1トン。インドミナスより小柄だが、ラプトルより大きい中型肉食恐竜並の体躯を持つ。シリーズでは珍しい雄の個体であり体の所々に鶏冠（トサカ）が生えている。体色は黒で、胴体側面に一本の金色の線が走る。
性格は非常に狡猾かつ残虐。インドミナス・レックスとラプトル同様高い知能を持ち、麻酔銃を2発受けた直後に眠りこんだフリをして人間を油断させる芝居を演じて、檻から脱獄することに成功。また、展示室上の天蓋に上がった際に、ガラスが割れやすいと知って以降は金属の骨組みだけを歩くようにするなど、発想力のある様子が描かれている。ウィートリーを騙すために眠ったふりをした際は、笑みのような表情を浮かべながら彼の死角で尻尾を振るなど、彼をからかうような場面も見られた。
「ロックウッド・エステート」の実験室でインドミナスのDNAをベースに、ラプトルを含む地球上の色々な肉食生物の遺伝子を組み合わせ、最強の生体兵器として造られた。劇中に登場した個体はブルーのDNAが組み込まれておらず未完成段階だったものの、恐竜オークションに集まっていた投資家達に紹介され注目を浴び、サンプルでありながら入札が始まった。
インドラプトルの前脚も遺伝子操作の影響によって非常に長くなっており、前脚を地面に接した四足歩行も行い、四肢の長い爪を使って屋根の上に立つことも可能。インドミナスと同じ指の本数は4本だが更に器用であり、単純な攻撃だけでは無く、物の運搬や窓の操作も可能である。後脚はラプトルの遺伝子に由来した後肢の鉤爪を持ち、敏捷性も大幅に上昇している。映画中はメイジーを追い詰め、前脚の爪で窓の取っ手を回して静かに開けるシーンと、後肢の鉤爪で床を叩くシーンは1作目のヴェロキラプトルのオマージュとなっている。
巨大な体躯を誇るパワー型のインドミナスに対して、本種はスピード特化型である。対人間を想定したハイブリッドであり、高い追跡能力と鋭い嗅覚・暗視能力を持つ。インドミナスが侵入し難い室内や高い所に自由自在に侵入可能で、ネコ科動物のように匂いを追跡したり、暗いところに身を隠すこともできる。ラプトルを遥かに凌ぐシャープで鋭い牙を持つ上に、成人男性が力を掛けても歯を抜けない程の強靭さを誇る歯肉を持ち、麻酔弾を複数受けても昏倒しないタフネス性を有する。皮膚も強靭で、劇中ではオーウェンの撃った銃弾が貫通せず床に落ちる描写が存在している。
展示用のインドミナスと違い、軍事用の恐竜として開発されたため、「人間の銃から発せられる赤色レーザー信号の先にある目標を優先的に観察し、音波信号を与えられたら即座に攻撃を開始する」という習性を持つが、最後はこの習性をオーウェン達の作戦に利用され、一度は天井から落ちかけたところを自慢の爪で回避するも、ブルーの介入によってガラス張りの展示室の天井から落下、展示されていたアグジャケラトプスの頭骨の角が突き刺さり絶命した。
- インドミナス・レックス Indominus Rex

前作も登場した遺伝子組み換えの架空恐竜で、ジュラシック・ワールドを滅ぼした「制御不能の帝王」と呼ばれた初代ハイブリッド生物。もともと展示用動物としてデザインされたにもかかわらず、多彩な特殊能力を持ち、軍事に向けの戦闘能力も極めて高い大型肉食恐竜。
ティラノサウルスとブルーとの死闘の末、前作では「ジュラシック・ワールド・ラグーン」の湖から飛び出たモササウルスに襲われ溺死した。湖底に沈んでいた肋骨の一部が傭兵部隊により回収され、この骨から採取されたDNAを基にインドラプトルが作られた。骨のサンプルは終盤で逃げるミルズによって持ち出されるが、ミルズを捕食した直後のティラノサウルスにより踏み潰された。

### 草食恐竜
- トリケラトプス Triceratops

中型の草食恐竜で、最大級の角竜。パーク展示範囲内の唯一の角竜。前作では展示範囲内の恐竜の一つ。
親子が恐竜救出作戦で檻に入れられ本土の「ロックウッド・エステート」に運び出された。
- シノケラトプス Sinoceratops

中型の草食恐竜で、シリーズ初となるトリケラトプス以外の大型角竜。
ウィートリーの麻酔銃で昏睡状態だったオーウェンに近づいて彼が目覚めるきっかけを作り、噴火の際はオーウェン達に襲い掛かろうとしたカルノタウルスとの一騎打ちを披露する。フリルは多くの説と違い、穴の部分に皮膜がない復元となっている。
シノケラトプスは2010年に命名された恐竜で、シリーズ中に登場する恐竜としては一番近年になって命名された種類でもある。
一部文献ではパキリノサウルスと紹介されているが、本作では当初パキリノサウルスを登場させる予定だったが、中国での観客動員を狙うために中国産の恐竜である本種に取り換えたのではと言われている。
- ブラキオサウルス Brachiosaurus

最大級の草食恐竜の一つ。イスラ・ヌブラル島最高および最重の巨体を誇る草食恐竜で、シリーズで最初に登場した恐竜でもある。
パーク崩壊後、無人化したパークのメイン・ストリートで徘徊していた。噴火によって多くの個体が死亡し、唯一生き残っていた1頭(1作目でグラントたちの前に現れたのと同個体)も命からがら波止場まで逃れるも、巨大すぎるため船には乗せられなかった。出発した船の人々が見守る中、海に飛び込むこともできず、そのまま火砕流に飲まれ焼死してしまった。
イスラ・ヌブラル島のブラキオサウルスは1作目には登場したものの、4作目のパークでは飼育されておらず、1作目の頃から野生で独自に生きてきたと考えられる。
- アパトサウルス Apatosaurus

最大級の草食恐竜の一つ。パーク展示範囲内最大の草食恐竜。前作では展示範囲内の恐竜の一つ。
尻尾はブラキオサウルスのそれの２倍の長さを誇るが、ブラキオサウルスに比べて背が6倍低く、巨体故に捕らえやすかったことで、捕獲チームによって2頭が捕らえられ、本土にある「ロックウッド・エステート」に運び出された。
- アンキロサウルス Ankylosaurus

中型の草食恐竜で、最大級の鎧竜。パークに棲息する唯一の鎧竜。前作では展示範囲内の恐竜の一つ。
「ロックウッド・エステート」でのオークションでは1号恐竜として最初に競売にかけられた。
- ステゴサウルス Stegosaurus

中型の草食恐竜で、最大級の剣竜。パークに棲息する唯一の剣竜。前作では展示範囲内の恐竜の一つ。
捕獲された個体がウィートリーにより歯を抜かれていた。
- スティギモロク Stygimoloch

小型の草食恐竜。トゲがある固い頭部が特徴の堅頭竜類で、愛称は「スティギー」。
3頭が捕らえられて「ロックウッド・エステート」に運び出され、その内の1頭がオーウェンとクレアがミルズ達に監禁された檻の隣に収容されていた。その石頭に目を付けたオーウェンに誘導されて壁を破壊し、2人が脱走する機会を作った。更にオーウェンの誘導でオークション会場になだれ込んで大暴れし、インドラプトルの落札を防ぎ、その後に外の世界へ脱出した。現在の学説ではスティギモロクはパキケファロサウルスの亜生体だとされている。
- パラサウロロフス Parasaurolophus

中型の草食恐竜。パークに生息する唯一のカモノハシ竜。前作では展示範囲内の恐竜の一つ。
3頭が捕らえられ、「ロックウッド・エステート」に運び出された。

### 雑食恐竜
- ガリミムス Gallimimus

小型の雑食恐竜。パーク最速の俊足を誇る。前作では展示範囲内の恐竜の一つ。
- コンプソグナトゥス Compsognathus

最小級の雑食恐竜の一つで、パーク最小の恐竜でもある。２作目で初登場。
パーク崩壊後、無人化したパークのメイン・ストリートにある店の建物に徘徊している姿が確認されている。ロックウッド財団により捕獲されており、終盤でも館から脱走。ミルズが捕食される直前には、ティラノサウルスに気づいていち早く逃げ出しており、カルノタウルスが落としたミルズの足に群がるもティラノサウルスの咆哮に驚いて散っていく姿が見られた。ブラキオサウルスと同様、1作目の頃から野生で独自に生きてきたと考えられる。

### その他の爬虫類
- モササウルス Mosasaurus

前作・本作および全シリーズにおける最大の肉食動物。生物学的にはトカゲの仲間から進化した海生爬虫類であり、恐竜とは全く異なる。
パーク壊滅後の火山噴火の脅威にもかかわらず、ラグーンの湖の施設で生存していた事が明らかになった。序盤でインドミナスの骨を回収する小型潜水艇を襲い、さらにジャックがティラノサウルスに襲われた際にゲートの開閉のための端末を落とし壊されたため、湖の施設のゲートが閉まり切らず、そのまま泳いで海洋に逃げ出した。エンドシーンにてサーファーたちの大勢いるビーチに現れ、波の中からサーファーに迫るシーンが描かれた。
- プテラノドン Pteranodon

大型の翼竜。前作では展示範囲内の古代動物の一つ。
アメリカ本土の「ロックウッド・エステート」に運び出されたが逃げ出し、ラスベガスに現れた。

## 舞台となった島
舞台は1作目と前作4作目と同じ、イスラ・ヌブラル島という架空の火山島である。マスラニ社が、多くの観光客が訪れる恐竜のテーマパーク「ジュラシック・ワールド」を島に建設したが、3年前の事件でパークは崩壊し施設は放置された。島の北側は旧「ジュラシック・パーク」の施設が放置されており、山岳地帯となっている。
ゲーム『Jurassic Park: The Game』によると島の最高地点に活火山のシボ山（Mount Sibo）と言う火山が島の北側にあり、「ジュラシック・ワールド」のパークの約65%はシボ山の火山による地熱エネルギーを利用した電力供給量を行っていると示され、「ジュラシック・ワールド」のガイドマップに載っているイスラ・ヌブラル島の地図でも火山がある事が示されていた。映画本作でこの火山の噴火が島を崩壊させるとされている。またクレア・ディアリングが設立した恐竜保護グループのDinosaur Protection Group（DPG）のサイトにもシボ山の火山の事が載っており、それによるとシボ山の噴火の再活性化はコスタリカ火山学研究所（CRIV）によって、2017年に最初に報告された。これは約500年間で初めての地質学的騒動であるとされている。
1525年のディエゴ・フェルナンディスのイスラ・ヌブラル島の発見の間、山の頂点から北に向かって上昇する黒い煙の雲をコスタリカの西海岸の地図を作っていた地図製作者ニコラス・デ・ウエルバによって目撃され示された。スペインの武装商船ラ・エストレヤ（ザ・スター）は『雲の島』と命名した事を解説してあり、昔から火山活動が活発な山であった。

## 登場する施設及びメカニック
Dinosaur Protection Group（DPG）
サンフランシスコに本部がある。元「ジュラシック・ワールド」のパークの管理責任者であるクレア・ディアリングがパーク崩壊後にシボ山の火山脅威から恐竜保護と恐竜の虐待と戦う目的で設立した組織。
DPGは「人間が恐竜を絶滅から取り戻しただけで、動物を支配・放棄・悪用する権利を人々に与えていない」という原則に基づいて行動し、「人間と恐竜の両方の種が平和的に共存する方法」を見つける事も目的にしている。
中心的なDPGの主要メンバーはクレア・ディアリングとフランクリン・ウェッブとジア・ロドリゲスの3人で、他ボランティアで30人ほどメンバーがおり、恐竜の保護目的で捕獲して島から脱出させる為にロックウッド財団の支援を取り付け、ロックウッドから手配された武装した傭兵部隊と共に救出作戦に当たった。
イスラ・ヌブラル島の休火山だったシボ山の火山が活動し、その火山噴火の影響で島の恐竜達が脅かされている事をクレアが知り、生き残りの恐竜達を島から避難させる活動の為、オーウェンに連絡を取った。
ロックウッド・エステート
北カリフォルニア州にある広大な森林の敷地に囲まれたベンジャミン・ロックウッドの大公邸。ロックウッドのLマークが付いた正門を通り、広大な森林を抜けた敷地にある。ロックウッド財団の本部でもあり、3階建ての屋敷の建物内には恐竜の標本骨格や恐竜のオブジェが展示された博物館や屋敷の地下実験室とオフィスやベンジャミンの孫娘メイジーの寝室などがある。屋敷には肖像画が飾ってあり、その中にベンジャミン・ロックウッドの旧友でもあるジョン・ハモンドの肖像画もある。
屋敷にある地下の実験室では昔、ロックウッドとハモンドが初めてDNA抽出によるクローニングの恐竜造りの実験を行っていた施設である。
敷地の森林には恐竜を投資家達に売りつける為にイスラ・ヌブラル島から運ばれた恐竜の実験と保管する為の檻の施設などがあり、建物で恐竜のオークションの競売などもしている。
ロックウッド財団
ベンジャミン・ロックウッドの財団。ベンジャミンに仕えるイーライ・ミルズが財団の運営を任されている。ベンジャミンが自分の過去に行った行為の間違いを真剣に追及しはじめて、財団を通してクレアの恐竜保護グループ「Dinosaur Protection Group」の恐竜救出作戦を支持して計画した。財団運営者のミルズが恐竜保護グループ「Dinosaur Protection Group」の支援の為に恐竜輸送の為の兵器や車両や傭兵部隊を手配しイスラ・ヌブラル島に派遣させた。しかし、ベンジャミンから財団の運営を任されているミルズが彼を裏切り、裏で財団を悪用し、恐竜の兵器利用などを企んだ。
ジュラシック・ワールド
「マスラニ・グローバル・グループ」がイスラ・ヌブラル島に建設した恐竜のテーマパークで、多くの訪問者が訪れるテーマパークだったが、3年前のジュラシック・ワールド事件で崩壊した。
パーク崩壊後の3年の年月により、廃墟状態で「ジュラシック・ワールド」の施設が放置されて残っている。
ジャイロスフィア
「ジュラシック・ワールド」のテーマパークで使われていた球体の乗り物。クレアとフランクリンが乗り込む。既に動力源は切れており稼動はしないが、惰性で走行した後に海へ落下。
地下研究所
地下の研究所。地下バンカーには円形トンネル状の通路がある。クレアとフランクリンがコンピュータ端末を操作しに訪れた時、火山の溶岩の粘液に侵され、バリオニクスが現れた。
小型飛行機
ロックウッド財団から手配されたオーウェンとクレアの「Dinosaur Protection Group」メンバーら探検隊がイスラ・ヌブラル島に行く為に乗ったセスナ機。
UH-1
ロックウッド財団から手配された傭兵部隊が、インドミナス・レックスの骨を輸送する際に使用した汎用ヘリコプター。
CH-47
恐竜を捕獲する為、ロックウッド財団から手配された傭兵部隊が使用したタンデムローター式の大型輸送ヘリコプター。
ケイマン (MRAP)
恐竜を捕獲する為、ロックウッド財団から手配された傭兵部隊が使用した6輪駆動の装輪式対地雷装甲車。
オシュコシュFMTV
恐竜を捕獲する為、ロックウッド財団から手配された傭兵部隊が使用した軍用トラック。
メルセデス・ベンツ・ウニモグU5000
恐竜を捕獲する為、ロックウッド財団から手配された傭兵部隊が使用したトラック。
ケンワースT800
ロックウッド財団から手配された傭兵部隊が恐竜を運ぶ為の輸送トラック。
ボルボNH10
ロックウッド財団から手配された傭兵部隊が恐竜を運ぶ為に使用した輸送トラック。
ボルボNH12 460
ロックウッド財団から手配された傭兵部隊が恐竜を運ぶ為に使用した大型輸送トレーラー。
ディープダイブ・サブマリン
ロックウッド財団から手配された傭兵部隊が使用した2人乗りの大きなアームが2本付いた小型の深海探査艇の潜水艇。前作でモササウルスに水中に引きずられ水中に沈んだインドミナス・レックスのDNAを得る為、遺体を探しにモササウルスがいる「ジュラシック・ワールド・ラグーン」の湖の施設に使用した。ラグーンのゲートから入り、湖の底で白骨化したインドミナス・レックスの遺体を発見した。コールサイン「マリーン・ワン」と呼ばれる任務で、潜水艇の2人の乗組員が操作し1本のアームで骨を持ち、もう1本のアームで骨を切断し、上空で待機しているヘリコプターの乗組員にインドミナスの骨を渡す事になっていた。インドミナスの骨を回収した直後にモササウルスが現れ、乗組員ごと潜水艇はモササウルスに襲われ壊された。
アルカディア号
ロックウッド財団から手配された傭兵部隊が恐竜を捕獲して本土に運ぶ為に使用した貨物船。
イーストドック
旧「ジュラシック・パーク」の出荷港の跡地。ロックウッド財団から手配された傭兵部隊は恐竜を捕獲する為、貨物船「アルカディア号」でここに到着する。
FN SCAR
ロックウッド財団から手配された傭兵達が使用したアサルトライフル。
1993年型フォード エクスプローラー XLT
映画1作「ジュラシック・パーク」に登場した、旧ティラノサウルス・パドックでティラノサウルスに破壊され崖から落とされたツアー車が放置されており、探索中のオーウェンが発見する。ここでオーウェンはヴェロキラプトルのブルーと再会する。
動物園
サンディエゴにある「ロックウッド・エステート」から逃げ出したティラノサウルスが侵入した動物園。ティラノサウルスは動物園でライオンと遭遇し咆哮を轟かせた。

## 製作
2015年6月3日にコリン・トレヴォロウは次回作についておそらく、兵器、医学、農業など非娯楽目的の利益の為に他の企業が恐竜を使用している可能性があると示唆していた。6月8日にフランク・マーシャルがトレヴォロウに『ジュラシック・ワールド』の続編について話し合った。「恐竜の兵士」の可能性や、人間と恐竜の共存についての考えを調査することができるのを感じたと言い、次回作はこれまでのジュラシック・パークとジュラシック・ワールドを含む島のテーマパークは含まないかもしれないとトレヴォロウは語った。またトレヴォロウはJurassicCastとのインタビューで続編に関して3部作あり、この続編はその2作であると言う。そして続編が映画1作『ジュラシック・パーク』の食堂でのシーンで「恐竜と人類、6500万年前に隔てられた2つの種が、突然一緒になった。何が起こるか、どうやって予測できるか？」と言うアラン・グラント博士のセリフの引用に基づいていると語っている。
2015年7月23日にユニバーサルは5作目の映画が2018年6月22日にリリース予定であると発表。トレヴォロウはシリーズが「必ずしもテーマパークに限られていない」と言い、映画が「島で人々を追っているたくさんの恐竜」を含まないことを語った。5作目の監督に2016年4月18日スペイン人監督J・A・バヨナになると発表された。
撮影は2017年2月23日にイギリスで行われ、スラウにあるラングレー・ビジネス・センターで最初の撮影が始まった。撮影の大半をロンドン郊外のバッキンガムシャーにあるパインウッド・スタジオで行われ、他にもバークシャー、ブラックブッシュ空港、ロックバラック空軍基地の他、イングランド各地、ウェールズのブレコンビーコンズ国立公園や、スコットランドなどイギリス各地で撮影が行われイギリスでの撮影は5月27日に終了し、6月に続いてハワイのオアフ島で撮影が行われ、7月15日に撮影は終了する予定であるとされている。恐竜の多くはアニマトロニクスが使われる。
キャストに前作からオーウェン・グレイディ役のクリス・プラット 、クレア・ディアリング役のブライス・ダラス・ハワード 、ヘンリー・ウー役のB・D・ウォンの出演が確認されている。映画1作『ジュラシック・パーク』と2作『 ロスト・ワールド/ジュラシック・パーク』でイアン・マルコム博士を演じたジェフ・ゴールドブラム が出演する。他にベンジャミン・ロックウッド役のジェームズ・クロムウェルなどの出演が確認されている。
2017年6月22日に映画の正式タイトルが『ジュラシック・ワールド/フォールン・キングダム』（Jurassic World: Fallen Kingdom）と発表された。
映画の舞台は本土と前作『ジュラシック・ワールド』と同じイスラ・ヌブラル島とされており、前作と映画1作『ジュラシック・パーク』の場所が幾つか登場するとされ、またイスラ・ヌブラル島で火山噴火が起こるとされている。
またMailOnlineからの情報によると、前作の生き残りのヴェロキラプトルのブルーの周りを中心したプロット内容になると伝えられており、企業が戦争で使用出来る兵器利用の恐竜を作るための基礎としてブルーを得たいと考え、またインドミナス・レックスの形質を、たとえそれが死んだとしたとしても組み込むことを望んでいるとされ、オーウェンとクレア達がそれが起こるのを阻止する為に参加すると言う。

### 続編
ユニバーサル・ピクチャーズは2021年6月11日に3作目の全米公開を予定していることを明らかにし、製作総指揮を務めるスティーヴン・スピルバーグと共に、監督は1作目のコリン・トレボロウ、脚本を『パシフィック・リム: アップライジング』などのエミリー・カーマイケルが担当すると発表。

## 評価
2018年7月13日・14日のぴあ初日満足度調査では88.3点で第5位を記録した。

### 興行成績
7月13日の公開から16日の祝日を含めた公開4日間で観客動員数145万3273人、興行収入21億677万円を記録。前作では公開7日目で達成した20億円突破を公開4日目にして早くも達成した。公開2週目となる同月22日までの累計では動員240万3907人、興行収入35億5695万200円となり、公開から2週連続1位を達成した。公開3週目は『劇場版コード・ブルー -ドクターヘリ緊急救命-コード・ブルー』の公開で2位に順位を落としたものの、動員340万1007人、興収50億6125万2100円を突破した。公開5週目の8月8日時点では動員数406万3360人、興行収入60億3323万3200円を記録した。最終興行収入は80.7億円となった。

## Blu-ray・DVD
※2018年12月5日発売・レンタル・配信も同日開始。
- 【Blu-ray】ジュラシック・ワールド　５ムービー 4K UHD コレクション
- 【Blu-ray】ジュラシック・ワールド　５ムービー ブルーレイ コレクション
- 【Blu-ray】ジュラシック・ワールド／炎の王国　4K ULTRA HD＋ブルーレイセット
- 【Blu-ray】ジュラシック・ワールド／炎の王国　３Ｄ＋ブルーレイセット
- 【Blu-ray】ジュラシック・ワールド／炎の王国　ブルーレイ＋DVDセット
- 【DVD】ジュラシック・ワールド　５ムービー DVD コレクション

## モーションコミック
2019年からジュラシック・ワールドの公式YouTubeでモーションコミックが無料配布で公開された。女性ニュースキャスターのレベッカ・ライアンを中心に映画本作の後を描いたエピソード1からエピソード4からの短い話になっている。
- 『A Rising Tide』エピソード1[37]

ニュースキャスターのレベッカ・ライアンがニュースでアメリカ国会議事堂の前で恐竜の利権を求めて抗議する人達を伝えている最中にハワイのオアフ島のサーフィン大会で巨大な謎の生物が現れたという情報が入り、それに切り替わり、オアフ島のリポーターがレベッカに伝える。逃げ惑うサーファー達の1人にインタビューすると巨大な爬虫類の様な生物に1人のサーファーが襲われたと聞く。カメラマンが撮影している最中にサーファーが巨大な爬虫類の様な生物に襲われる映像が映る。その映像を見たレベッカが壊滅したジュラシック・ワールドから逃げ出したモササウルスだと伝える。
- 『Dinosaur Crossing』エピソード2[38]

家族で食事中にレベッカの息子が家でスマートフォンで恐竜達が現れている映像を見ている。アメリカのどこかの道路上で木が倒れているという情報が入り野生生物局の従業員でもあるレベッカの夫が仕事でトラックで現場に向かう。現場に到着するが車両のタイヤが沼のぬかるみにはまり動けなくなる。すると2匹のアンキロサウルスとトリケラトプスが道路上で喧嘩している危険な場面に出くわしてしまう。危険な状況から沼のぬかるみにはまったから車両をなんとか脱出し逃げ出す。
- 『The Roar That Rules It All』エピソード3[39]

サンディエゴにある動物園に奇妙な唸り声が聞こえ、2人の動物園の従業員が唸り声が聞こえたライオンの展示施設に向かうとティラノサウルスがライオンに咆哮を轟かせていた。2人の従業員はティラノサウルスに怯えながらも動物の安全の為に急いで反応しようとし、レベッカはニュースでそれを伝え、またラスベガスにプテラノドンが現れ人々を襲う情報も伝える。
- 『Dinosaur Territory: Proceed With Caution』エピソード4[40]

恐竜の乱闘があったビッグロックのキャンプ場を調査するためにビッグロックにやって来たレベッカ達の撮影隊。その時、アロサウルスに襲われる。

## テレビ放映
| 回数 | 放送局     | 放送枠           | 放送日        | 放送時間      | 放送分数 | 吹替版       | 放送形態       | 平均世帯 視聴率 | 備考                                              | 出典   |
| ---- | ---------- | ---------------- | ------------- | ------------- | -------- | ------------ | -------------- | --------------- | ------------------------------------------------- | ------ |
| 1    | 日本テレビ | 金曜ロードSHOW!  | 2020年7月24日 | 21:00 - 23:24 | 144分    | 劇場公開版   | 本編ノーカット | 10.9%           | 地上波初放送                                      | [ 41 ] |
| 2    | 日本テレビ | 金曜ロードショー | 2022年7月29日 | 21:00 - 23:24 | 144分    | 劇場公開版   | 本編ノーカット | 9.2%            | 『ジュラシック・ワールド/新たなる支配者』公開記念 | [ 42 ] |
| 3    | 日本テレビ | 金曜ロードショー | 2024年5月24日 | 21:00 - 23:14 | 134分    | 劇場公開版   |                | 6.4%            |                                                   |        |
| 4    | フジテレビ | 土曜プレミアム   | 2025年5月10日 | 21:00 - 23:20 | 140分    | フジテレビ版 |                | 6.5%            | 『ジュラシック・ワールド/復活の大地』公開記念     | [ 7 ]  |